# Kate Upton
Katherine Elizabeth Upton (født 10. juni 1992) er en amerikansk model og skuespiller, bedst kendt for sine optrædener i Sports Illustrated Swimsuit Issue. Upton blev kåret som Rookie of the Year efter sin første optræden i 2011 og var forsidemodel for magasinet i både 2012, 2013 og 2017. Hun prydede også forsiden på Vanity Fairs 100-års-jubilæumsnummer. Upton har dertil medvirket i filmene Tower Heist (2011) og Den Anden Kvinde (2014).